# Europejskie kwalifikacje w piłce siatkowej mężczyzn do Letnich Igrzysk Olimpijskich 2012
Europejskie kwalifikacje stanowiły drugą szansę (po Pucharze Świata) dla drużyn zrzeszonych w Europejskiej Konfederacji Piłki Siatkowej (CEV) na awans do turnieju olimpijskiego w piłce siatkowej mężczyzn na Letnich Igrzyskach Olimpijskich 2012.
Rozgrywki składały się z fazy preeliminacyjnej, fazy eliminacyjnej, trzech turniejów prekwalifikacyjnych i Europejskiego Turnieju Kwalifikacyjnego. Europejski Turniej Kwalifikacyjny rozegrany został w dniach 8-13 maja 2012 roku w bułgarskiej hali Arena Armeec w Sofii.
Awans do turnieju olimpijskiego uzyskał zwycięzca kwalifikacji – zespół Włoch.

## System rozgrywek
Eliminacje do turnieju olimpijskiego na Letnich Igrzyskach Olimpijskich 2012 rozgrywane były według poniższego systemu.
Faza preeliminacyjna
- W fazie preeliminacyjnej występowały dwie zgłoszone drużyny, które odpadły w 1. rundzie eliminacji do Mistrzostw Europy 2011.
- Rywalizowały one w dwumeczu. O awansie decydowała liczba wygranych spotkań. Przy takiej samej liczbie wygranych spotkań rozgrywany był tzw. złoty set (do 15 punktów).

Faza eliminacyjna
- W fazie eliminacyjnej udział brały drużyny, które nie awansowały do Mistrzostw Europy 2011, oraz zwycięzca dwumeczu z fazy preeliminacyjnej.
- Zespoły podzielone zostały w pary na podstawie wyników osiągniętych w eliminacjach do Mistrzostw Europy 2011.
- Rywalizacja w parach toczyła się w dwumeczu na zasadach takich samych jak w fazie preeliminacyjnej.

Turnieje prekwalifikacyjne
- W turniejach prekwalifikacyjnych występowali zwycięzcy dwumeczów z fazy eliminacyjnej, drużyny, które w Mistrzostwach Europy 2011 zajęły miejsca 5-16 (oprócz Bułgarii jako gospodarza Europejskiego Turnieju Kwalifikacyjnego) oraz Chorwacja jako gospodarz jednego z turniejów.
- W każdym z trzech turniejów startowało 6 reprezentacji. Podzielone zostały na dwie grupy (A i B). Z każdej grupy dwie najlepsze drużyny awansowały do półfinałów, po których rozegrany był finał. Do Europejskiego Turnieju Kwalifikacyjnego awans uzyskali zwycięzcy poszczególnych turniejów.
- W wyniku zdobycia kwalifikacji olimpijskich przez europejskie drużyny w Pucharze Świata z dodatkowych miejsc skorzystało dwóch najlepszych finalistów. O klasyfikacji finalistów decydowały wszystkie przez nich rozegrane spotkania w turniejach prekwalifikacyjnych.

Europejski Turniej Kwalifikacyjny
- W Europejskim Turnieju Kwalifikacyjnym występowały drużyny, które nie zakwalifikowały się na igrzyska w Pucharze Świata, pięć zespołów z turniejów prekwalifikacyjnych oraz gospodarz (łącznie osiem drużyn).
- Zespoły podzielone zostały na dwie grupy (I i II). Z każdej grupy dwie najlepsze drużyny awansowały do półfinałów, po których rozegrany był finał. Do turnieju olimpijskiego awans uzyskał zwycięzca turnieju.

## Rozstawienie drużyn
Drużyny w kwalifikacjach do turnieju olimpijskiego rozstawione zostały na podstawie wyników w eliminacjach i finałach Mistrzostw Europy 2011. Gospodarze turniejów prekwalifikacyjnych i turnieju kwalifikacyjnego są rozstawieni automatycznie.
     organizatorzy turniejów prekwalifikacyjnych i turnieju kwalifikacyjnego
| Lp.                                         | Reprezentacja                               | Osiągnięcie w Mistrzostwach Europy 2011     |
| Gospodarz Letnich Igrzysk Olimpijskich 2012 | Gospodarz Letnich Igrzysk Olimpijskich 2012 | Gospodarz Letnich Igrzysk Olimpijskich 2012 |
| ------------------------------------------- | ------------------------------------------- | ------------------------------------------- |
| –                                           | Wielka Brytania                             | 4. miejsce w grupie B eliminacji            |
| Puchar Świata 2011                          |                                             |                                             |
| 1                                           | Serbia                                      | 1. miejsce                                  |
| 2                                           | Włochy                                      | 2. miejsce                                  |
| 3                                           | Polska (dzika karta)                        | 3. miejsce                                  |
| 4                                           | Rosja (dzika karta)                         | 4. miejsce                                  |
| Europejski Turniej Kwalifikacyjny           |                                             |                                             |
| 5                                           | Bułgaria                                    | 6. miejsce                                  |
| Turnieje prekwalifikacyjne                  |                                             |                                             |
| 6                                           | Słowacja                                    | 5. miejsce                                  |
| 7                                           | Francja                                     | 7. miejsce                                  |
| 8                                           | Finlandia                                   | 8. miejsce                                  |
| 9                                           | Słowenia                                    | 9. miejsce                                  |
| 10                                          | Czechy                                      | 10. miejsce                                 |
| 11                                          | Turcja                                      | 11. miejsce                                 |
| 12                                          | Estonia                                     | 12. miejsce                                 |
| 13                                          | Belgia                                      | 13. miejsce                                 |
| 14                                          | Portugalia                                  | 14. miejsce                                 |
| 15                                          | Niemcy                                      | 15. miejsce                                 |
| 16                                          | Austria                                     | 16. miejsce                                 |
| 17                                          | Chorwacja                                   | 4. miejsce w grupie D eliminacji            |
| Faza eliminacyjna                           |                                             |                                             |
| 18                                          | Hiszpania                                   | 2. miejsce w grupie A eliminacji            |
| 19                                          | Grecja                                      | 2. miejsce w grupie B eliminacji            |
| 20                                          | Holandia                                    | 2. miejsce w grupie F eliminacji            |
| 21                                          | Ukraina                                     | 3. miejsce w grupie C eliminacji            |
| 22                                          | Łotwa                                       | 3. miejsce w grupie B eliminacji            |
| 23                                          | Macedonia Północna                          | 3. miejsce w grupie F eliminacji            |
| 24                                          | Czarnogóra                                  | 3. miejsce w grupie D eliminacji            |
| 25                                          | Węgry                                       | 3. miejsce w grupie A eliminacji            |
| 26                                          | Izrael                                      | 4. miejsce w grupie A eliminacji            |
| 27                                          | Rumunia                                     | 4. miejsce w grupie E eliminacji            |
| 28                                          | Bośnia i Hercegowina                        | 4. miejsce w grupie C eliminacji            |
| Faza preeliminacyjna                        |                                             |                                             |
| 29                                          | Dania                                       | 1. runda                                    |
| 30                                          | Gruzja                                      | 1. runda                                    |

## Drużyny uczestniczące
| Faza preeliminacyjna                                   | Faza preeliminacyjna                                     |
| ------------------------------------------------------ | -------------------------------------------------------- |
| Dania                                                  | Gruzja                                                   |
| Faza eliminacyjna                                      |                                                          |
| Drużyny uczestniczące od fazy eliminacyjnej            | Drużyna, która dołączyła z fazy preeliminacyjnej         |
| Bośnia i Hercegowina                                   | Dania                                                    |
| Czarnogóra                                             |                                                          |
| Grecja                                                 |                                                          |
| Hiszpania                                              |                                                          |
| Holandia                                               |                                                          |
| Izrael                                                 |                                                          |
| Łotwa                                                  |                                                          |
| Macedonia Północna                                     |                                                          |
| Rumunia                                                |                                                          |
| Ukraina                                                |                                                          |
| Węgry                                                  |                                                          |
| Turnieje prekwalifikacyjne                             |                                                          |
| Drużyny uczestniczące od turniejów prekwalifikacyjnych | Drużyny, które dołączyły z fazy eliminacyjnej            |
| Austria                                                | Czarnogóra                                               |
| Belgia                                                 | Grecja                                                   |
| Chorwacja                                              | Hiszpania                                                |
| Czechy                                                 | Holandia                                                 |
| Estonia                                                | Łotwa                                                    |
| Finlandia                                              | Ukraina                                                  |
| Francja                                                |                                                          |
| Niemcy                                                 |                                                          |
| Portugalia                                             |                                                          |
| Słowacja                                               |                                                          |
| Słowenia                                               |                                                          |
| Turcja                                                 |                                                          |
| Europejski Turniej Kwalifikacyjny                      |                                                          |
| Drużyny uczestniczące od turnieju kwalifikacyjnego     | Drużyny, które dołączyły z turniejów prekwalifikacyjnych |
| Bułgaria                                               | Finlandia                                                |
| Serbia                                                 | Hiszpania                                                |
| Włochy                                                 | Niemcy                                                   |
|                                                        | Słowacja                                                 |
| Słowenia                                               |                                                          |

## Faza preeliminacyjna
| Data               | Godzina | Drużyna 1 | Wynik | Drużyna 2 | Set 1 | Set 2 | Set 3 | Set 4 | Set 5 | Widzów | Raport |
| ------------------ | ------- | --------- | ----- | --------- | ----- | ----- | ----- | ----- | ----- | ------ | ------ |
| 13.08.2011         | 19:30   | Dania     | 3:0   | Gruzja    | 25:13 | 25:14 | 25:11 |       |       | 500    |        |
| 14.08.2011         | 19:30   | Dania     | 3:0   | Gruzja    | 25:15 | 25:8  | 25:16 |       |       | 300    |        |
| Oba mecze w Danii. |         |           |       |           |       |       |       |       |       |        |        |

## Faza eliminacyjna
| Data                                                         | Godzina | Drużyna 1  | Wynik | Drużyna 2            | Set 1 | Set 2 | Set 3 | Set 4 | Set 5 | Widzów | Raport |
| ------------------------------------------------------------ | ------- | ---------- | ----- | -------------------- | ----- | ----- | ----- | ----- | ----- | ------ | ------ |
| 27.08.2011                                                   | 18:30   | Dania      | 1:3   | Hiszpania            | 15:25 | 25:22 | 24:26 | 25:27 |       | 500    |        |
| 03.09.2011                                                   | 19:00   | Dania      | 0:3   | Hiszpania            | 17:25 | 22:25 | 21:25 |       |       | 1300   |        |
|                                                              |         |            |       |                      |       |       |       |       |       |        |        |
| 03.09.2011                                                   | 18:30   | Grecja     | 3:1   | Bośnia i Hercegowina | 25:20 | 25:27 | 25:21 | 25:16 |       | 2110   |        |
| 04.09.2011                                                   | 19:30   | Grecja     | 3:01  | Bośnia i Hercegowina | 25:18 | 25:18 | 25:12 |       |       | 2080   |        |
|                                                              |         |            |       |                      |       |       |       |       |       |        |        |
| 27.08.2011                                                   | 18:00   | Rumunia    | 1:3   | Holandia             | 23:25 | 29:31 | 25:18 | 22:25 |       | 1500   |        |
| 03.09.2011                                                   | 19:30   | Rumunia    | 1:3   | Holandia             | 20:25 | 25:23 | 18:25 | 18:25 |       | 1400   |        |
|                                                              |         |            |       |                      |       |       |       |       |       |        |        |
| 28.08.2011                                                   | 19:30   | Izrael     | 0:3   | Ukraina              | 24:26 | 20:25 | 21:25 |       |       | 700    |        |
| 03.09.2011                                                   | 17:00   | Izrael     | 1:3   | Ukraina              | 22:25 | 24:26 | 25:21 | 23:25 |       | 2500   |        |
|                                                              |         |            |       |                      |       |       |       |       |       |        |        |
| 26.08.2011                                                   | 18:00   | Węgry      | 2:3   | Łotwa                | 25:23 | 26:24 | 21:25 | 18:25 | 10:15 | 750    |        |
| 03.09.2011                                                   | 19:00   | Węgry      | 1:3   | Łotwa                | 23:25 | 14:25 | 25:21 | 18:25 |       | 1800   |        |
|                                                              |         |            |       |                      |       |       |       |       |       |        |        |
| 26.08.2011                                                   | 20:30   | Czarnogóra | 3:1   | Macedonia Północna   | 31:29 | 27:25 | 28:30 | 25:22 |       | 1200   |        |
| 02.09.2011                                                   | 21:00   | Czarnogóra | 3:2   | Macedonia Północna   | 25:22 | 23:25 | 25:22 | 21:25 | 15:4  | 2500   |        |
| Po lewej gospodarze pierwszych meczów. 1 Oba mecze w Grecji. |         |            |       |                      |       |       |       |       |       |        |        |

## Turnieje prekwalifikacyjne

### Turniej 1 -Poprad

#### Faza grupowa

##### Grupa A
Tabela
| Lp. | Drużyna   | Pkt | Mecze | Mecze   | Mecze   | Sety | Sety | Sety  | Małe punkty | Małe punkty | Małe punkty |
| Lp. | Drużyna   | Pkt | M     | W (3:2) | P (2:3) | wyg. | prz. | ratio | zdob.       | str.        | ratio       |
| --- | --------- | --- | ----- | ------- | ------- | ---- | ---- | ----- | ----------- | ----------- | ----------- |
| 1   | Słowacja  | 6   | 2     | 2 (0)   | 0 (0)   | 6    | 1    | 6.000 | 176         | 137         | 1.285       |
| 2   | Hiszpania | 3   | 2     | 1 (0)   | 1 (0)   | 3    | 4    | 0.750 | 180         | 182         | 0.989       |
| 3   | Austria   | 0   | 1     | 0 (0)   | 1 (0)   | 1    | 6    | 0.167 | 135         | 172         | 0.785       |

Źródło: cev.lu
Punktacja: 3:0 i 3:1 – 3 pkt; 3:2 – 2 pkt; 2:3 – 1 pkt; 1:3 i 0:3 – 0 pkt
Zasady ustalania kolejności: 1. liczba punktów; 2. liczba zwycięstw; 3. stosunek setów; 4. stosunek małych punktów
Wyniki spotkań
| Data  | Godzina | Drużyna 1 | Wynik | Drużyna 2 | Set 1 | Set 2 | Set 3 | Set 4 | Set 5 | Widzów | Raport |
| ----- | ------- | --------- | ----- | --------- | ----- | ----- | ----- | ----- | ----- | ------ | ------ |
| 22.11 | 18:00   | Słowacja  | 3:0   | Austria   | 25:21 | 25:14 | 25:19 |       |       | 850    |        |
| 23.11 | 18:00   | Hiszpania | 1:3   | Słowacja  | 28:26 | 18:25 | 23:25 | 14:25 |       | 2500   |        |
| 24.11 | 18:00   | Austria   | 1:3   | Hiszpania | 25:22 | 19:25 | 19:25 | 18:25 |       | 100    |        |

##### Grupa B
Tabela
| Lp. | Drużyna    | Pkt | Mecze | Mecze   | Mecze   | Sety | Sety | Sety  | Małe punkty | Małe punkty | Małe punkty |
| Lp. | Drużyna    | Pkt | M     | W (3:2) | P (2:3) | wyg. | prz. | ratio | zdob.       | str.        | ratio       |
| --- | ---------- | --- | ----- | ------- | ------- | ---- | ---- | ----- | ----------- | ----------- | ----------- |
| 1   | Estonia    | 4   | 2     | 1 (0)   | 1 (1)   | 5    | 3    | 1.667 | 181         | 156         | 1.160       |
| 2   | Turcja     | 3   | 2     | 1 (0)   | 1 (0)   | 3    | 3    | 1.000 | 131         | 132         | 0.992       |
| 3   | Czarnogóra | 2   | 2     | 1 (1)   | 1 (0)   | 3    | 5    | 0.600 | 157         | 181         | 0.867       |

Źródło: cev.lu
Punktacja: 3:0 i 3:1 – 3 pkt; 3:2 – 2 pkt; 2:3 – 1 pkt; 1:3 i 0:3 – 0 pkt
Zasady ustalania kolejności: 1. liczba punktów; 2. liczba zwycięstw; 3. stosunek setów; 4. stosunek małych punktów
Wyniki spotkań
| Data  | Godzina | Drużyna 1  | Wynik | Drużyna 2  | Set 1 | Set 2 | Set 3 | Set 4 | Set 5 | Widzów | Raport |
| ----- | ------- | ---------- | ----- | ---------- | ----- | ----- | ----- | ----- | ----- | ------ | ------ |
| 22.11 | 20:30   | Czarnogóra | 0:3   | Turcja     | 19:25 | 20:25 | 18:25 |       |       | 150    |        |
| 23.11 | 20:30   | Estonia    | 2:3   | Czarnogóra | 23:25 | 25:21 | 22:25 | 25:14 | 11:15 | 200    |        |
| 24.11 | 20:30   | Turcja     | 0:3   | Estonia    | 19:25 | 15:25 | 22:25 |       |       | 80     |        |

#### Faza pucharowa

##### Półfinały
| Data  | Godzina | Drużyna 1 | Wynik | Drużyna 2 | Set 1 | Set 2 | Set 3 | Set 4 | Set 5 | Widzów | Raport |
| ----- | ------- | --------- | ----- | --------- | ----- | ----- | ----- | ----- | ----- | ------ | ------ |
| 25.11 | 18:00   | Słowacja  | 3:2   | Turcja    | 25:22 | 23:25 | 17:25 | 25:17 | 15:12 | 2350   |        |
| 25.11 | 20:30   | Estonia   | 1:3   | Hiszpania | 25:23 | 18:25 | 22:25 | 25:27 |       | 400    |        |

##### Finał
| Data  | Godzina | Drużyna 1 | Wynik | Drużyna 2 | Set 1 | Set 2 | Set 3 | Set 4 | Set 5 | Widzów | Raport |
| ----- | ------- | --------- | ----- | --------- | ----- | ----- | ----- | ----- | ----- | ------ | ------ |
| 26.11 | 18:00   | Słowacja  | 2:3   | Hiszpania | 20:25 | 25:21 | 23:25 | 25:21 | 15:17 | 2450   |        |

### Turniej 2 -Tourcoing

#### Faza grupowa

##### Grupa A
Tabela
| Lp. | Drużyna | Pkt | Mecze | Mecze   | Mecze   | Sety | Sety | Sety  | Małe punkty | Małe punkty | Małe punkty |
| Lp. | Drużyna | Pkt | M     | W (3:2) | P (2:3) | wyg. | prz. | ratio | zdob.       | str.        | ratio       |
| --- | ------- | --- | ----- | ------- | ------- | ---- | ---- | ----- | ----------- | ----------- | ----------- |
| 1   | Francja | 5   | 2     | 2 (1)   | 0 (0)   | 6    | 2    | 3.000 | 163         | 157         | 1.038       |
| 2   | Niemcy  | 4   | 2     | 1 (0)   | 1 (1)   | 5    | 4    | 1.250 | 197         | 160         | 1.231       |
| 3   | Grecja  | 0   | 2     | 0 (0)   | 2 (0)   | 1    | 6    | 0.167 | 129         | 172         | 0.750       |

Źródło: cev.lu
Punktacja: 3:0 i 3:1 – 3 pkt; 3:2 – 2 pkt; 2:3 – 1 pkt; 1:3 i 0:3 – 0 pkt
Zasady ustalania kolejności: 1. liczba punktów; 2. liczba zwycięstw; 3. stosunek setów; 4. stosunek małych punktów
Wyniki spotkań
| Data  | Godzina | Drużyna 1 | Wynik | Drużyna 2 | Set 1 | Set 2 | Set 3 | Set 4 | Set 5 | Widzów | Raport |
| ----- | ------- | --------- | ----- | --------- | ----- | ----- | ----- | ----- | ----- | ------ | ------ |
| 23.11 | 18:30   | Francja   | 3:0   | Grecja    | 25:23 | 25:22 | 25:12 |       |       | 1250   |        |
| 24.11 | 19:00   | Niemcy    | 2:3   | Francja   | 25:12 | 19:25 | 21:25 | 25:11 | 10:15 | 1800   |        |
| 25.11 | 15:00   | Grecja    | 1:3   | Niemcy    | 25:22 | 16:25 | 16:25 | 15:25 |       | 1570   |        |

##### Grupa B
Tabela
| Lp. | Drużyna | Pkt | Mecze | Mecze   | Mecze   | Sety | Sety | Sety  | Małe punkty | Małe punkty | Małe punkty |
| Lp. | Drużyna | Pkt | M     | W (3:2) | P (2:3) | wyg. | prz. | ratio | zdob.       | str.        | ratio       |
| --- | ------- | --- | ----- | ------- | ------- | ---- | ---- | ----- | ----------- | ----------- | ----------- |
| 1   | Czechy  | 5   | 2     | 2 (1)   | 0 (0)   | 6    | 3    | 2.000 | 210         | 198         | 1.061       |
| 2   | Belgia  | 3   | 2     | 1 (0)   | 1 (0)   | 4    | 3    | 1.333 | 165         | 157         | 1.051       |
| 3   | Łotwa   | 1   | 2     | 0 (0)   | 2 (1)   | 2    | 6    | 0.333 | 166         | 186         | 0.892       |

Źródło: cev.lu
Punktacja: 3:0 i 3:1 – 3 pkt; 3:2 – 2 pkt; 2:3 – 1 pkt; 1:3 i 0:3 – 0 pkt
Zasady ustalania kolejności: 1. liczba punktów; 2. liczba zwycięstw; 3. stosunek setów; 4. stosunek małych punktów
Wyniki spotkań
| Data  | Godzina | Drużyna 1 | Wynik | Drużyna 2 | Set 1 | Set 2 | Set 3 | Set 4 | Set 5 | Widzów | Raport |
| ----- | ------- | --------- | ----- | --------- | ----- | ----- | ----- | ----- | ----- | ------ | ------ |
| 23.11 | 15:00   | Czechy    | 3:2   | Łotwa     | 21:25 | 26:24 | 25:20 | 23:25 | 16:14 | 900    |        |
| 24.11 | 15:00   | Łotwa     | 0:3   | Belgia    | 20:25 | 19:25 | 19:25 |       |       | 2080   |        |
| 25.11 | 20:00   | Belgia    | 1:3   | Czechy    | 24:26 | 23:25 | 25:23 | 18:25 |       | 900    |        |

#### Faza pucharowa

##### Półfinały
| Data  | Godzina | Drużyna 1 | Wynik | Drużyna 2 | Set 1 | Set 2 | Set 3 | Set 4 | Set 5 | Widzów | Raport |
| ----- | ------- | --------- | ----- | --------- | ----- | ----- | ----- | ----- | ----- | ------ | ------ |
| 26.11 | 15:00   | Francja   | 2:3   | Belgia    | 19:25 | 25:22 | 24:26 | 25:23 | 12:15 | 1900   |        |
| 26.11 | 18:30   | Czechy    | 1:3   | Niemcy    | 25:19 | 25:27 | 23:25 | 16:25 |       | 1080   |        |

##### Finał
| Data  | Godzina | Drużyna 1 | Wynik | Drużyna 2 | Set 1 | Set 2 | Set 3 | Set 4 | Set 5 | Widzów | Raport |
| ----- | ------- | --------- | ----- | --------- | ----- | ----- | ----- | ----- | ----- | ------ | ------ |
| 27.11 | 16:00   | Belgia    | 0:3   | Niemcy    | 17:25 | 23:25 | 23:25 |       |       | 1750   |        |

### Turniej 3 -Osijek

#### Faza grupowa

##### Grupa A
Tabela
| Lp. | Drużyna   | Pkt | Mecze | Mecze   | Mecze   | Sety | Sety | Sety  | Małe punkty | Małe punkty | Małe punkty |
| Lp. | Drużyna   | Pkt | M     | W (3:2) | P (2:3) | wyg. | prz. | ratio | zdob.       | str.        | ratio       |
| --- | --------- | --- | ----- | ------- | ------- | ---- | ---- | ----- | ----------- | ----------- | ----------- |
| 1   | Finlandia | 6   | 2     | 2 (0)   | 0 (0)   | 6    | 1    | 6.000 | 170         | 150         | 1.133       |
| 2   | Chorwacja | 2   | 2     | 1 (1)   | 1 (0)   | 3    | 5    | 0.600 | 175         | 192         | 0.911       |
| 3   | Holandia  | 1   | 2     | 0 (0)   | 2 (1)   | 3    | 6    | 0.500 | 203         | 206         | 0.985       |

Źródło: cev.lu
Punktacja: 3:0 i 3:1 – 3 pkt; 3:2 – 2 pkt; 2:3 – 1 pkt; 1:3 i 0:3 – 0 pkt
Zasady ustalania kolejności: 1. liczba punktów; 2. liczba zwycięstw; 3. stosunek setów; 4. stosunek małych punktów
Wyniki spotkań
| Data  | Godzina | Drużyna 1 | Wynik | Drużyna 2 | Set 1 | Set 2 | Set 3 | Set 4 | Set 5 | Widzów | Raport |
| ----- | ------- | --------- | ----- | --------- | ----- | ----- | ----- | ----- | ----- | ------ | ------ |
| 22.11 | 17:20   | Finlandia | 3:1   | Holandia  | 25:23 | 19:25 | 25:19 | 25:20 |       | 300    |        |
| 23.11 | 19:00   | Chorwacja | 0:3   | Finlandia | 24:26 | 23:25 | 16:25 |       |       | 1000   |        |
| 24.11 | 19:00   | Holandia  | 2:3   | Chorwacja | 25:18 | 25:19 | 21:25 | 33:35 | 12:15 | 1500   |        |

##### Grupa B
Tabela
| Lp. | Drużyna    | Pkt | Mecze | Mecze   | Mecze   | Sety | Sety | Sety  | Małe punkty | Małe punkty | Małe punkty |
| Lp. | Drużyna    | Pkt | M     | W (3:2) | P (2:3) | wyg. | prz. | ratio | zdob.       | str.        | ratio       |
| --- | ---------- | --- | ----- | ------- | ------- | ---- | ---- | ----- | ----------- | ----------- | ----------- |
| 1   | Słowenia   | 5   | 2     | 2 (1)   | 0 (0)   | 6    | 3    | 2.000 | 212         | 201         | 1.055       |
| 2   | Portugalia | 4   | 2     | 1 (0)   | 1 (1)   | 5    | 3    | 1.667 | 188         | 177         | 1.062       |
| 3   | Ukraina    | 0   | 1     | 0 (0)   | 1 (0)   | 1    | 6    | 0.167 | 150         | 172         | 0.872       |

Źródło: cev.lu
Punktacja: 3:0 i 3:1 – 3 pkt; 3:2 – 2 pkt; 2:3 – 1 pkt; 1:3 i 0:3 – 0 pkt
Zasady ustalania kolejności: 1. liczba punktów; 2. liczba zwycięstw; 3. stosunek setów; 4. stosunek małych punktów
Wyniki spotkań
| Data  | Godzina | Drużyna 1  | Wynik | Drużyna 2  | Set 1 | Set 2 | Set 3 | Set 4 | Set 5 | Widzów | Raport |
| ----- | ------- | ---------- | ----- | ---------- | ----- | ----- | ----- | ----- | ----- | ------ | ------ |
| 22.11 | 19:00   | Portugalia | 3:0   | Ukraina    | 25:21 | 25:18 | 25:23 |       |       | 250    |        |
| 23.11 | 16:00   | Słowenia   | 3:2   | Portugalia | 26:28 | 19:25 | 25:19 | 25:23 | 20:18 | 400    |        |
| 24.11 | 16:00   | Ukraina    | 1:3   | Słowenia   | 25:21 | 24:26 | 21:25 | 18:25 |       | 200    |        |

#### Faza pucharowa

##### Półfinały
| Data  | Godzina | Drużyna 1 | Wynik | Drużyna 2  | Set 1 | Set 2 | Set 3 | Set 4 | Set 5 | Widzów | Raport |
| ----- | ------- | --------- | ----- | ---------- | ----- | ----- | ----- | ----- | ----- | ------ | ------ |
| 25.11 | 16:00   | Słowenia  | 3:2   | Chorwacja  | 22:25 | 25:19 | 22:25 | 25:11 | 15:8  | 1600   |        |
| 25.11 | 19:00   | Finlandia | 3:0   | Portugalia | 25:21 | 25:21 | 25:20 |       |       | 200    |        |

##### Finał
| Data  | Godzina | Drużyna 1 | Wynik | Drużyna 2 | Set 1 | Set 2 | Set 3 | Set 4 | Set 5 | Widzów | Raport |
| ----- | ------- | --------- | ----- | --------- | ----- | ----- | ----- | ----- | ----- | ------ | ------ |
| 26.11 | 19:00   | Słowenia  | 1:3   | Finlandia | 25:15 | 23:25 | 22:25 | 20:25 |       | 350    |        |

## Europejski Turniej Kwalifikacyjny

### Faza grupowa

#### Grupa I
Tabela
| Lp. | Drużyna   | Pkt | Mecze | Mecze   | Mecze   | Sety | Sety | Sety  | Małe punkty | Małe punkty | Małe punkty |
| Lp. | Drużyna   | Pkt | M     | W (3:2) | P (2:3) | wyg. | prz. | ratio | zdob.       | str.        | ratio       |
| --- | --------- | --- | ----- | ------- | ------- | ---- | ---- | ----- | ----------- | ----------- | ----------- |
| 1   | Bułgaria  | 9   | 3     | 3 (0)   | 0 (0)   | 9    | 0    | MAX   | 225         | 176         | 1.278       |
| 2   | Serbia    | 6   | 3     | 2 (0)   | 1 (0)   | 6    | 5    | 1.200 | 258         | 241         | 1.071       |
| 3   | Hiszpania | 3   | 3     | 1 (0)   | 2 (0)   | 4    | 6    | 0.667 | 210         | 231         | 0.909       |
| 4   | Słowenia  | 0   | 3     | 0 (0)   | 3 (0)   | 1    | 9    | 0.111 | 204         | 249         | 0.819       |

Źródło: cev.lu
Punktacja: 3:0 i 3:1 – 3 pkt; 3:2 – 2 pkt; 2:3 – 1 pkt; 1:3 i 0:3 – 0 pkt
Zasady ustalania kolejności: 1. liczba punktów; 2. liczba zwycięstw; 3. stosunek setów; 4. stosunek małych punktów
Wyniki spotkań
| Data  | Godzina | Drużyna 1 | Wynik | Drużyna 2 | Set 1 | Set 2 | Set 3 | Set 4 | Set 5 | Widzów | Raport |
| ----- | ------- | --------- | ----- | --------- | ----- | ----- | ----- | ----- | ----- | ------ | ------ |
| 08.05 | 20:45   | Bułgaria  | 3:0   | Słowenia  | 25:23 | 25:18 | 25:22 |       |       | 6000   |        |
| 09.05 | 17:00   | Słowenia  | 0:3   | Hiszpania | 17:25 | 23:25 | 18:25 |       |       | 1600   |        |
| 09.05 | 19:30   | Serbia    | 0:3   | Bułgaria  | 22:25 | 16:25 | 23:25 |       |       | 12000  |        |
| 10.05 | 17:30   | Hiszpania | 1:3   | Serbia    | 19:25 | 17:25 | 25:23 | 22:25 |       | 350    |        |
| 11.05 | 14:30   | Słowenia  | 1:3   | Serbia    | 25:22 | 18:25 | 25:27 | 15:25 |       | 300    |        |
| 11.05 | 20:45   | Hiszpania | 0:3   | Bułgaria  | 16:25 | 20:25 | 16:25 |       |       | 10000  |        |

#### Grupa II
Tabela
| Lp. | Drużyna   | Pkt | Mecze | Mecze   | Mecze   | Sety | Sety | Sety  | Małe punkty | Małe punkty | Małe punkty |
| Lp. | Drużyna   | Pkt | M     | W (3:2) | P (2:3) | wyg. | prz. | ratio | zdob.       | str.        | ratio       |
| --- | --------- | --- | ----- | ------- | ------- | ---- | ---- | ----- | ----------- | ----------- | ----------- |
| 1   | Włochy    | 8   | 3     | 3 (1)   | 0 (0)   | 9    | 2    | 4.500 | 253         | 236         | 1.072       |
| 2   | Niemcy    | 6   | 3     | 2 (0)   | 1 (0)   | 6    | 4    | 1.500 | 242         | 225         | 1.076       |
| 3   | Słowacja  | 3   | 3     | 1 (0)   | 2 (0)   | 3    | 7    | 0.429 | 215         | 230         | 0.935       |
| 4   | Finlandia | 1   | 3     | 0 (0)   | 3 (1)   | 4    | 9    | 0.444 | 282         | 301         | 0.937       |

Źródło: cev.lu
Punktacja: 3:0 i 3:1 – 3 pkt; 3:2 – 2 pkt; 2:3 – 1 pkt; 1:3 i 0:3 – 0 pkt
Zasady ustalania kolejności: 1. liczba punktów; 2. liczba zwycięstw; 3. stosunek setów; 4. stosunek małych punktów
Wyniki spotkań
| Data  | Godzina | Drużyna 1 | Wynik | Drużyna 2 | Set 1 | Set 2 | Set 3 | Set 4 | Set 5 | Widzów | Raport |
| ----- | ------- | --------- | ----- | --------- | ----- | ----- | ----- | ----- | ----- | ------ | ------ |
| 08.05 | 14:30   | Niemcy    | 3:0   | Słowacja  | 25:19 | 25:22 | 25:20 |       |       | 800    |        |
| 08.05 | 17:30   | Finlandia | 2:3   | Włochy    | 21:25 | 25:16 | 28:30 | 25:16 | 14:16 | 1200   |        |
| 09.05 | 14:00   | Finlandia | 1:3   | Niemcy    | 29:31 | 19:25 | 25:21 | 16:25 |       | 600    |        |
| 10.05 | 14:30   | Słowacja  | 3:1   | Finlandia | 25:20 | 25:16 | 21:25 | 25:19 |       | 400    |        |
| 10.05 | 20:45   | Włochy    | 3:0   | Niemcy    | 25:22 | 25:21 | 25:22 |       |       | 500    |        |
| 11.05 | 17:30   | Słowacja  | 0:3   | Włochy    | 23:25 | 13:25 | 22:25 |       |       | 2500   |        |

### Faza pucharowa

#### Półfinały
| Data  | Godzina | Drużyna 1 | Wynik | Drużyna 2 | Set 1 | Set 2 | Set 3 | Set 4 | Set 5 | Widzów | Raport |
| ----- | ------- | --------- | ----- | --------- | ----- | ----- | ----- | ----- | ----- | ------ | ------ |
| 12.05 | 20:45   | Bułgaria  | 1:3   | Niemcy    | 22:25 | 25:20 | 22:25 | 16:25 |       | 12000  |        |
| 12.05 | 17:30   | Włochy    | 3:1   | Serbia    | 25:14 | 25:19 | 19:25 | 25:16 |       | 7300   |        |

#### Finał
| Data  | Godzina | Drużyna 1 | Wynik | Drużyna 2 | Set 1 | Set 2 | Set 3 | Set 4 | Set 5 | Widzów | Raport |
| ----- | ------- | --------- | ----- | --------- | ----- | ----- | ----- | ----- | ----- | ------ | ------ |
| 13.05 | 20:45   | Niemcy    | 2:3   | Włochy    | 22:25 | 24:26 | 25:19 | 25:22 | 12:15 | 8500   |        |